# Karl-Heinz Popp
Karl-Heinz Popp (* 17. September 1934 in Regensburg; † 13. Januar 2012) war ein deutscher Politiker (FDP).

## Leben
Popp, geboren 1934 in Regensburg, war von Beruf Oberstudiendirektor und Schulleiter verschiedener Berufs- und Fachoberschulen in der Oberpfalz Er gehörte dem Deutschen Bundestag in der neunten Wahlperiode von 1980 bis zur Auflösung 1983 an. Darüber hinaus war er Mitglied im Verteidigungsausschuss und im Ausschuss für Forschung und Technologie. Er erhielt sein Mandat über die Landesliste Bayern, auf der er kandidierte. Ab 2002 war er zudem Mitglied des Beirats für Fragen der Inneren Führung.
Von 1978 bis 1996 gehörte er dem Stadtrat von Amberg an.
Karl-Heinz Popp starb am 13. Januar 2012 im Alter von 77 Jahren.